# Bernard Jeu
Bernard Jeu, né le 16 juin 1929 à Roubaix et mort le 15 août 1991 dans cette même ville, est un philosophe et un universitaire fortement engagé au service du mouvement sportif. Il a été notamment président de la Fédération française de tennis de table dans les années 1980.

## Biographie
Il fait ses études à la Faculté des Lettres et Sciences humaines de l'université Charles de Gaulle-Lille III. Il enseigne ensuite comme professeur certifié, puis agrégé de philosophie à Saint-Amand. Il est assistant, maître-assistant et maitre de conférences, puis est nommé professeur à Lille III où il est directeur de l'IUT de 1972 à 1975 et de 1979 à 1988; Il est également président de l'U.E.R.E.P.S. de l'Université de Paris V. 
Bernard Jeu consacre sa thèse et ses premières recherches à la philosophie soviétique ; il publie en 1965 : La philosophie soviétique en Occident. 
Il fonde le Centre lillois de recherche en analyse du sport en 1975, qu'il a dirigé jusqu'à son décès, il a produit, outre un grand nombre d'articles, plusieurs ouvrages de recherche fondamentale qui lui ont valu une notoriété internationale dans le domaine de la philosophie du sport.

## Engagements associatifs
Bernard Jeu pratique le football, puis le tennis de table. Après un séjour à l'Ambassade de France à Moscou en qualité de conseiller culturel il revient en 1966 en tant que professeur à l'Université de Lille III et fonde alors un club de tennis de table à Roubaix. Il occupe ensuite successivement la présidence du comité Nord puis celle de la fédération de 1982 à 1991. Il est membre de la Fédération internationale de tennis de table et siège au conseil d'administration et au bureau du Comité national olympique et sportif français de 1982 à 1991 où il fonde et dirige un groupe de recherche qui publiera Pour un humanisme du sport à l’occasion du centenaire du Comité international olympique. 
Ses activités dans les plus hautes sphères du pouvoir sportif lui permettent d'y promouvoir l'idée que "le sport est culture". Maître à penser et précurseur en de nombreux domaines, Bernard Jeu est reconnu comme un philosophe et théoricien notoire du sport.

## Principales publications

### Auteur
- La philosophie soviétique et l'Occident (essai sur les tendances et sur la signification de la philosophie soviétique contemporaine - 1959-1969), Paris, Collection Essais, Mercure de France, 1969, 557p.
- Le sport, la mort et la violence, Paris, Presses Universitaires du Septentrion, 1972, 204 p.[4]
- Le Sport, l'émotion, l'espace (essai sur la classification des sports et ses rapports avec la pensée mythique), Paris, Vigot, 1977, 259 p.
- Analyse du sport, Paris, Presses universitaires de France, Paris, 1987, 190 p.

### Ouvrages collectifs
- De la vraie nature du sport (Essai de déduction générale des catégories sportives), Centre lillois de recherche en analyse du sport, Paris, Vigot, 1985, 84 p.
- Pour un humanisme du sport, Groupe de recherche du C.N.O.S.F. (réuni de 1990 à 1991 sous sa présidence puis celle de Pierre-Yves Boulongne), Paris, coédition CNOSF-Revue E.P.S, 1994.
- L'Histoire en mouvements : Le sport dans la société française (XIXe - XXe siècle), coll. Ronald Hubscher et Jean Durry, Paris, Armand Colin, 1992, 559 p.

## Hommages et distinctions
- Dès son décès en 1992 la fédération française de tennis de table lui dédie le challenge national Bernard Jeu[5] devenu depuis 2014 la coupe de France des clubs Bernard Jeu[6],
- En 1993 l'université de Lille III lui consacre un ouvrage[7],
- En 1994 le CNOSF lui décerne son Coubertin d'or[8],
- L'université Paris-V a donné son nom à l'un des bâtiments de son UFR STAPS[9]
- Sa ville natale de Roubaix[10] et celle de Mèze[11] ont donné son nom à un complexe sportif,
- Le cercle Bernard Jeu entretient sa mémoire et son message[12],[13]
- Publication en 2002 de Regards Sur Le Sport. Hommage A Bernard Jeu, Université Charles-de-Gaulle, collection Travaux & recherches UL3  (ISBN 9782844670458)